# Майк Лазарідіс
Міхаліс (Майк) Лазарідіс (англ. Mihalis "Mike" Lazaridis, нар. 14 березня 1961, Стамбул, Туреччина) — засновник компанії Research In Motion (RIM), яка створила і виробляла пристрій бездротового зв'язку BlackBerry. Він також колишній ректор Університету Ватерлоо і офіцер Ордена Канади.

## Біографія
Народився у Стамбулі, Туреччина, у сім'ї етнічних греків — понтійців. Коли йому було 5 років, вся родина переїхала до Віндзора (Онтаріо, Канада). Коли йому було 12 років, він отримав приз Віндзорської громадської бібліотеки за те, що прочитав усі наукові книги, які були у бібліотеці.
У 1979 році Лазарідіс вступив до Університету Ватерлоо на відділення електротехніки та інформатики. У 1984 році він виконав заявку на проект від компанії General Motors. Компанія заплатила йому $500 000 за виконану роботу. Тоді він кинув навчання в університеті (за два місяці до випуску). Контракт з GM, невеликий урядовий грант та $15 000, отримані від батьків, дозволили Лазарідісу, а також Майку Барнстайну та Дугласу Фреджину заснувати компанію Research In Motion.
Дослідження в галузі бездротової передачі даних, в які вкладалася RIM, дозволили створити смартфон BlackBerry у 1999 та його більш відому версію у 2002 році.
У 2012 році Майк залишив посаду головного виконавчого директора компанії RIM і обійняв посаду віцеголови ради директорів.
28 листопада 2012 року Лазарідіс заявив, що з першого травня повністю залишає компанію.

## Нагороди
21 жовтня 2000 Лазарідіс став почесним доктором інженерії в Університеті Ватерлоо, а в червні 2003 — його восьмим ректором. Його назвали Будівельником Канадської нації за 2002 рік за версією читачів газети The Globe and Mail. У 2006 році Лазарідіс став офіцером Ордену Канади та членом Ордена Онтаріо.

## У культурі
Лазарідіс став одним із центральних персонажів у художньому фільмі "BlackBerry " (2023).